# José Cepeda
José Carmelo Cepeda García de León, né le 19 juillet 1968, est un homme politique espagnol membre du Parti socialiste ouvrier espagnol (PSOE).

## Biographie
Il est titulaire d'une licence en journalisme et en informatique. Il est expert en communication politique.
Le 9 juillet 2015, il est désigné sénateur par l'Assemblée de Madrid en représentation de la communauté de Madrid. Il est élu député européen en 2024.